# Associazione Sportiva Fanfulla 1954-1955
Questa voce raccoglie le informazioni riguardanti l'Associazione Sportiva Fanfulla nelle competizioni ufficiali della stagione 1954-1955.

## Stagione
Nella stagione 1954-55 il Fanfulla disputa il campionato di Serie C e si piazza quart'ultimo in classifica con 33 punti, con due punti in più sarebbe settimo, perde lo spareggio con il Prato e retrocede in Quarta Serie, accompagnato da Lecce, Bolzano e Carrarese.

## Rosa
| N. |                   | Ruolo | Calciatore          |
| -- | ----------------- | ----- | ------------------- |
|    | Italia (bandiera) | D     | Mario Antozzi       |
|    | Italia (bandiera) | A     | Francesco Basso     |
|    | Italia (bandiera) | C     | Oliviero Boriani    |
|    | Italia (bandiera) | P     | Ademaro Breviglieri |
|    | Italia (bandiera) | C     | Florindo Cabrini    |
|    | Italia (bandiera) | P     | Mario Camilloni     |
|    | Italia (bandiera) | A     | Mario Capelli       |
|    | Italia (bandiera) | D     | Mario Claut         |
|    | Italia (bandiera) | D     | Angelo Cremonesi    |
|    | Italia (bandiera) | A     | Carlo Dossi         |
|    | Italia (bandiera) | A     | Alfredo Lulich      |
|    | Italia (bandiera) | C     | Piero Maronati      |

| N. |                   | Ruolo | Calciatore        |
| -- | ----------------- | ----- | ----------------- |
|    | Italia (bandiera) | C     | Arialdo Mazzola   |
|    | Italia (bandiera) | A     | Aurelio Milani    |
|    | Italia (bandiera) | A     | Spartaco Moneta   |
|    | Italia (bandiera) | C     | Bruno Nattino     |
|    | Italia (bandiera) | D     | Luigi Norbiato    |
|    | Italia (bandiera) | C     | Vincenzo Paolani  |
|    | Italia (bandiera) | C     | Ercole Rabitti    |
|    | Italia (bandiera) | D     | Giuseppe Sichel   |
|    | Italia (bandiera) | D     | Sergio Siepi      |
|    | Italia (bandiera) | D     | Domenico Silva    |
|    | Italia (bandiera) | A     | Giampietro Strada |